# Веслав Гартман
Веслав Гартман (пол. Wiesław Hartman, 23 жовтня 1950 — 24 листопада 2021) — польський вершник.
Срібний призер Олімпійських Ігор 1980 року в командному конкурі.
Бронзовий призер ігор Дружба-84 в командному конкурі.